# Actinotus suffocata
Actinotus suffocata là một loài thực vật có hoa trong họ Hoa tán. Loài này được (Hook.f.) Rodway mô tả khoa học đầu tiên năm 1894.